# Encyclopedia Lituanica

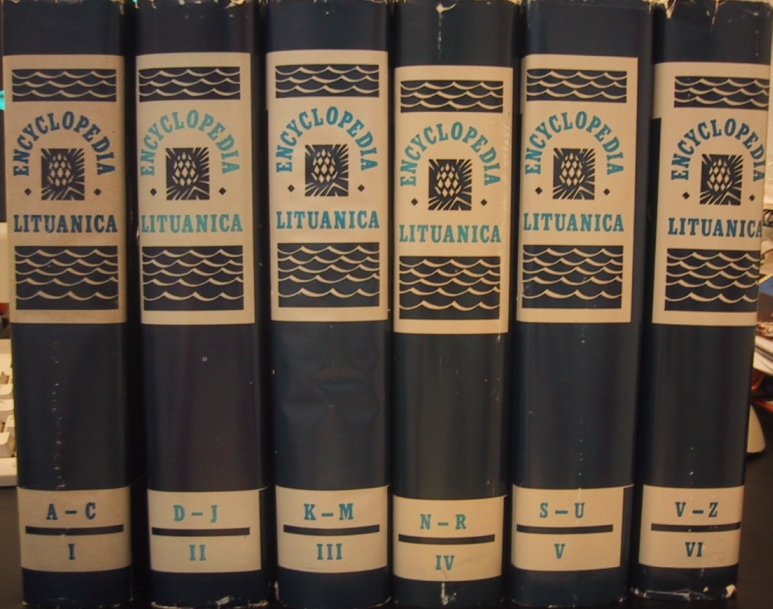
Sis volums de l'Encyclopedia Lituanica.

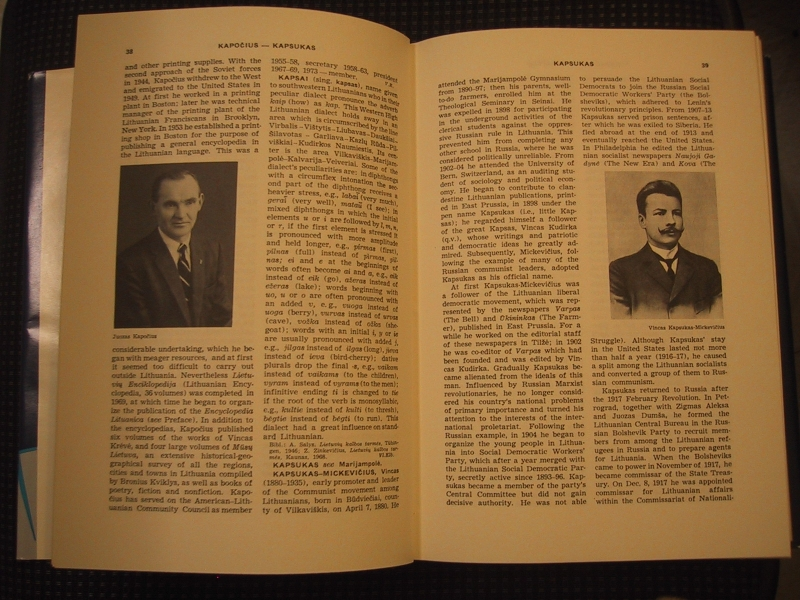
Un volum obert de l'Encyclopèdia Lituanica, mostrant una imatge de l'editor Juozas Kapočius a la pàgina de l'esquerra.

Encyclopèdia Lituanica (nom que deriva probablement de l'Encyclopædia Britannica o l'Encyclopedia Americana), és una enciclopèdia en anglès de sis volums (unes 3600 pàgines en total) sobre Lituània i temes relacionats amb aquest país. L'Encyclopèdia Lituanica va ser publicada entre 1970 i 1978 a Boston, Massachusetts per emigrants lituans als Estats Units, escapats de l'ocupació soviètica des del final de la Segona Guerra Mundial. Fins avui, és l'única enciclopèdia en anglès que presenta temes relacionats amb Lituània d'una manera tan extensiva.
L'enciclopèdia va ser publicada pels mateixos emigrants que van publicar la Lietuvių enciklopedija, una enciclopèdia general de 35 volums en lituà, entre 1953 i 1966. Després, dos volums que constaven d'addicions i suplements van ser afegits, i el trenta-setè i últim volum va ser publicat el 1985.
L'empresa va ser extremament complicada pel fet que la majoria dels recursos i les fonts es trobaven darrere el teló d'acer a la Unió Soviètica. Algunes de les entrades en l'Encyclopèdia Lituanica procedeixen d'aquest treball anterior, dos cinquenes parts del contingut del qual, versaven al voltant de temes relacionats amb Lituània. Per tant, la majoria dels articles van ser redactats originàriament en idioma lituà, i més tard traduïts a l'anglès. Malgrat tot, els observadors perceben una gran qualitat a les traduccions.
L'enciclopèdia va ser publicada per la Lithuanian Encyclopedia Press, fundada i dirigida per Juozas Kapočius, qui va rebre el premi de l'Orde del Gran Duc Gediminas el 1995. Va ser editada per Simas Sužiedėlis, i al final de l'últim volum es llisten els noms de 197 contribuïdors; dels quals solament un grapat són no-lituans.